# Casseuil
Casseuil è un comune francese di 377 abitanti situato nel dipartimento della Gironda nella regione della Nuova Aquitania.
Vi ebbe i natali nel 778 d.C. Ludovico il Pio, terzo figlio legittimo di Carlo Magno e poi successore del padre e quindi imperatore del Sacro Romano Impero dall'814 all'840.

## Società

### Evoluzione demografica
Abitanti censiti